# يان إيفانز (لاعب كريكت)
يان إيفانز (30 مارس 1982 في المملكة المتحدة - ) (بالإنجليزية: Ian Evans)‏ هو لاعب كريكت بريطاني. لعب مع Oxfordshire County Cricket Club ‏.

## وصلات خارجية
- يان إيفانز على موقع إي آس بي آن كريك إنفو (الإنجليزية)